# 克拉尔蒙
克拉尔蒙（法語：Clarmont）是瑞士联邦西部法语区的沃州下设的一个镇。在行政上属于莫尔日区管辖。克拉尔蒙的总面积为1.00平方公里。截至2010年底，总人口为134。